# Arbejdernes Bicycle Club København
Arbejdernes Bicycle Club København, omtalt ABC København, er en dansk cykelklub, der siden midten af 1960'erne har været hjemmehørende i Husum i Københavns Kommune. Den blev grundlagt 14. april 1894 af arbejdere fra skibsværftet Burmeister & Wain, og regnes som landets næstældste cykelklub.

## Team ABC Junior
Team ABC Junior er klubbens sponsorede junior-hold. Her findes både U/17 og U/19 ryttere, og de regnes blandt landets bedste til talentudvikling.
ABC har igennem tiderne skabt verdensmestre, nordiske mestre, danske mestre, etapevindere i Grand Tours som Ole Ritter, Niels Baunsøe, Jens Veggerby, Bo Hamburger, Michael Sandstød, Tayeb Braikia, Magnus Cort og Carl-Frederik Bévort.